# Sindora supa
Sindora supa är en ärtväxtart som beskrevs av Elmer Drew Merrill. Sindora supa ingår i släktet Sindora och familjen ärtväxter. IUCN kategoriserar arten globalt som sårbar. Inga underarter finns listade i Catalogue of Life.